# Paterserfkerk
De Paterserfkerk was een gereformeerde paterkerk te Oosterhout. De kerk bevond zich aan Paterserf 8.

## Geschiedenis
De eerste gereformeerden kwamen in 1921 naar Oosterhout. Door immigratie werden het er geleidelijk meer. Zij kerkten aanvankelijk in Breda, maar vanaf 1943 werd dat bezwaarlijk vanwege de oorlogssituatie. Daarom ging men over tot huisdiensten. In 1945 vonden de diensten plaats in het schaftlokaal van de voormalige fabriek Simfa en vanaf 1947 in een school. Na 1955 werd in de koekfabriek van Schriek een zaal inclusief orgel ter beschikking gesteld.
De groeiende gemeente zocht een grotere ruimte. Vanaf 1965 werd de hervormde kerk ter beschikking gesteld voor het houden van gereformeerde diensten. In 1969 werd ten slotte een eigen kerkgebouw, de Paterserfkerk, ingewijd.
Deze kerk, in modernistische stijl, werd ontworpen door L.F.M. van der Plas. De klokken kwamen uit een kerk van Arnemuiden, en het orgel kwam in 1985 van een kerk uit de Rotterdamse wijk Feijenoord.
Door de ontkerkelijking en de vorming van de PKN werd de kerk in 2006 als overbodig onttrokken aan de eredienst. De gemeente Oosterhout kocht het gebouw en sloopte het in 2007 ten behoeve van woningbouw. Het orgel werd voor een symbolisch bedrag verkocht aan de Sint-Laurentiusparochie te Dongen.